# Andrés Alberto Hernández Socas
Andrés Alberto Hernández Socas (Las Palmas de Gran Canaria, 11 de març de 1977) és un futbolista canari, que ocupa la posició de migcampista.
Format al planter de la UD Las Palmas, la temporada 00/01 és cedit a l'equip veí de la Universidad, amb qui debuta a Segona Divisió, tot jugant 36 partits i marcant dos gols. Aquesta bona xifra fa que Las Palmas el repesque i debuta a la màxima categoria a l'any següent, tot i ser suplent.
L'equip gran canari baixa a Segona. A la categoria d'argent, el migcampista signaria dues temporades discretes, abans de recalar a la UD Almería. Posteriorment ha militat en equips de Segona B, com l'AD Ceuta i de nou la Universidad de Las Palmas CF.